# Lightscribe
Lightscribe és una tecnologia desenvolupada per HP i LiteOn que permet etiquetar un CD-ROM o DVD mitjançant la gravadora de DVD.
La informació es grava en el CD/DVD a la cara corresponent. Un cop gravat, es gira el CD/DVD per etiquetar-lo. De moment, només es pot etiquetar en un color (el que tingui el CD/DVD), però està previst que el CD/DVD pugui ser etiquetat en més colors.
Per poder realitzar aquest etiquetatge, es necessita tant una gravadora com un CD/DVD especials. La part etiquetable del CD/DVD té una superfície especial que canvia de color amb la calor del làser.